# Johann Anton I. von Eggenberg

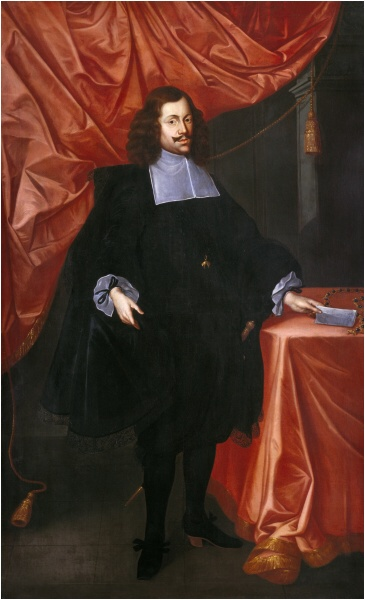
Johann Anton I. Fürst von Eggenberg, Herzog von Krumau (1610–1649)

Johann Anton I. von Eggenberg (* 5. Februar 1610; † 19. Februar 1649 in Laibach (heute Ljubljana in Slowenien)) folgte auf seinen Vater Hans Ulrich von Eggenberg als 2. Reichsfürst von Eggenberg und 2. Herzog von Krumau in Südböhmen (1634–1649). Er wurde 1647 gefürsteter Graf von Gradisca (heute in der Region Friaul-Julisch Venetien in Italien) und Herr von Aquileja (Friaul-Julisch Venetien), war Graf zu Adelsberg (heute Slowenien), sowie Besitzer zahlreicher Herrschaften und Schlösser in der Steiermark, Nieder- und Oberösterreich und im heutigen Slowenien. Im Jahr 1644 wurde er Ritter des Ordens vom Goldenen Vlies. Anders als sein Vater strebte er keine hohen Regierungsfunktionen an, sondern widmete sich seinen ausgedehnten Besitzungen und primär der definitiven Verankerung seiner Familie im neu erworbenen Reichsfürstenstand. Dies, indem er sich 1639 mit einer Markgräfin von Brandenburg vermählte, den Bau von Schloss Eggenberg (nunmehr im XIV. Stadtbezirk – Eggenberg) bei Graz vorantrieb und zwecks Erhalt der Reichsstandschaft 1641 die Belehnung mit der reichsunmittelbaren gefürsteten Grafschaft Gradisca erlangte. Trotz aller Bemühungen konnte er nicht mehr die Zulassung zu Sitz und Stimme im Reichsfürstenrat erlangen, da er vorzeitig – mit nur 39 Jahren – verstarb.

## Herkunft

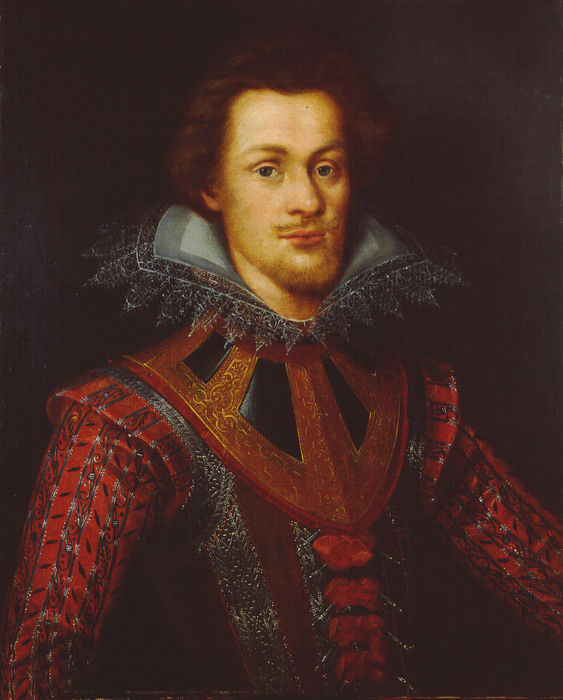
Der Vater: Hans Ulrich, 1. Fürst von Eggenberg, Herzog von Krumau

Johann Anton I. von Eggenberg stammte aus der ursprünglich bürgerlichen Familie Eggenberger, die mit Ulrich Eggenberger († 1448), 1432 Stadtrichter zu Graz urkundlich auftritt, später zu großem Vermögen kam, am 29. Dezember 1598 in den Reichsfreiherrenstand und bereits 1623 in den Reichsfürstenstand erhoben wurde.
Der Vater von Johann Anton I. war Hans Ulrich von Eggenberg (* 1568 in Graz; † 18. Oktober 1634), der engste Berater von Erzherzog Ferdinand II. von Österreich, der als Landesherr Innerösterreich, d. h. die Herzogtümer Steiermark, Kärnten, Krain und Küstenland regierte. Hans Ulrich behielt diese Funktion auch, als Erzherzog Ferdinand als Ferdinand II. zum Kaiser des Heiligen Römischen Reiches aufstieg. Er war damit einer der politisch einflussreichsten und vermögendsten Männer in den Habsburgischen Erblanden, war ab 1602 Landeshauptmann in Krain, Mitglied des innerösterreichen Geheimen Rates und Präsident der Hofkammer, wurde 1615 dessen Obersthofmeister, Präsident des Geheimen Rates und 1620 Ritter des Ordens vom Goldenen Vlies. Im Jahre 1623 wurde Hans Ulrich Freiherr von Eggenberg in den Reichsfürstenstand erhoben, wurde 1625 Statthalter von Innerösterreich sowie leitender Minister und 1628 zum Herzog von Krumau (Český Krumlov) in Südböhmen erhoben.
Die Mutter des Johann Anton von Eggenberg war Sidonia Reichsfreiin von Thannhausen († 9. Mai 1614 in Wien), die aus der gleichnamigen Salzburger Uradelsfamilie stammt. Deren Bruder Balthasar († 1627) war Landeshauptmann in Görz und wurde 1623 zum Reichsgrafen von Thannhausen erhoben. Der Vater Sidonias war der Reichsfreiherr Konrad von Thannhausen († 14. Juni 1601), auf Neukirchen, erzherzoglicher Kämmerer und Rat, seit 18. Februar 1580 Obersterblandjägermeister in Steiermark. Deren Mutter war Barbara Dorothea von Teuffenbach aus dem Haus Mayerhofen (Schloss Obermayerhofen) (Gemeinde Sebersdorf) und die Erbin der Herrschaft Oberfladnitz (Thannhausen) (im Bezirk Weiz in der Steiermark), wo ihr Ehemann das Schloss Thannhausen errichten ließ, dem der Ort den heutigen Namen verdankt.

## Leben

### Frühe Jahre
Über seine ersten Lebensjahre sind nur wenige Daten bekannt. Johann Anton I. wurde 1610 als sechstes Kind und einziger Sohn seiner Eltern geboren, die damals noch freiherrlichen Standes waren. Er verlor mit vier Jahren seine Mutter Sidonia, die 1614 verstarb und wuchs mit seinen älteren Schwestern auf. Von diesen starben zwei in jungen Jahren, während sich die drei anderen mit Vertretern wichtiger Familien der Donaumonarchie vermählten.
- Maria Sidonia († 1650; v. 15. Jänner); ⚭ 16. November 1615 Julius Neidhart Freiherr, seit 1634 Graf, von Mörsperg und Beffort, Geheimer Rat († 1642).
- Maria Franziska (* 1607; † 4. Februar 1679 in Annaberg (Niederösterreich), wo sie in der Kirche begraben wurde,[8]); Obersthofmeisterin der Kaiserin Eleonore Magdalene Herzogin von Pfalz-Neuburg, ⚭ 28. Juni 1620 in Graz Karl Leonhard Freiherr, seit 1627 Reichsgraf von Harrach zu Rohrau (in Niederösterreich), später Obersthofmarschall (* 1594; † 1645). Durch sie war Johann Anton auch mit dem Generalissimus der kaiserlichen Truppen im Dreißigjährigen Krieg, Albrecht Wenzel Eusebius von Waldstein, besser bekannt als Wallenstein und als Herzog von Friedland (heute Frýdlant v Čechách) nahe der Stadt Reichenberg (heute Liberec) in Nordböhmen, verschwägert, der mit Isabella Gräfin von Harrach, einer Schwester des Grafen Karl Leonhard vermählt war.
- Maria Margarete (* 1617; † nach 17. März 1657 in Wien ) ⚭ 1.) Wien 23. April 1626 Adam Paul Graf Slavata von Chlum und Koschumberg (* 13. Juni 1604; † 2. Juli 1657 in Wien), Ehe annulliert 1632, ⚭ 2.) n. 1634 Michael Johann I. Reichsgraf Althann Freiherr von und zu der Goldburg zu Murstetten (im Bezirk Sankt Pölten-Land in Niederösterreich), später Feldmarschall (* 1597/1607; † 19. Februar 1649) (Stammvater der älteren, noch blühenden Linie der Grafen Althann)

In Vorbereitung einer Karriere in der Verwaltung der Erblande des Hauses Österreich genoss er zweifellos eine standesgemäße Erziehung, da ja bereits sein Vater Hans Ulrich Studien an der Eberhard Karls Universität in Tübingen absolviert hatte. Er studierte an der 1585 von Erzherzog Karl II. von Innerösterreich (* 1540 in Wien; † 1590 in Graz) im Zuge der Gegenreformation gegründeten Jesuitenuniversität in Graz, der Hauptstadt der Steiermark und der innerösterreichischen Länder. Er unternahm anschließend die in hohen Adelskreisen übliche Kavalierstour durch weite Teile Europas, von der er 1632 nach Graz zurückkehrte.
Unter der Obhut seines Vaters trat Johann Anton, der Familientradition entsprechend, in den Hofdienst des Kaisers Ferdinand II. (1619–1637) ein. Schon frühzeitig wurde Johann Anton von seinem Vater auch damit betraut, sich in seiner Vertretung um die Verwaltung des umfangreichen – über mehrere Länder der Habsburgermonarchie verstreuten – Landbesitzes zu kümmern.

### Fürst und Herzog

Wappen des Fürsten Johann Anton I. von Eggenberg

Sein Vater, Hans Ulrich von Eggenberg, der erste Fürst von Eggenberg und Herzog von Krumau, starb 1634, wodurch Johann Anton im selben Jahr als zweiter Fürst von Eggenberg, Herzog von Krumau etc. nachfolgte und dessen umfangreichen Besitz an Herrschaften und Gütern übernahm. Dazu zählte u. a. neben dem Herzogtum Krumau in Böhmen, der Grafschaft Adelsberg, die Herrschaften Pettau (heute Ptuj in Slowenien), Ehrenhausen (im Bezirk Leibnitz in der Steiermark), Straß (im Bezirk Leibnitz), Senftenberg (in Niederösterreich), Oberwallsee (in der Gemeinde Feldkirchen im Mühlviertel in Oberösterreich), Prachatitz (heute Stadt Prachatice in Südböhmen) etc.

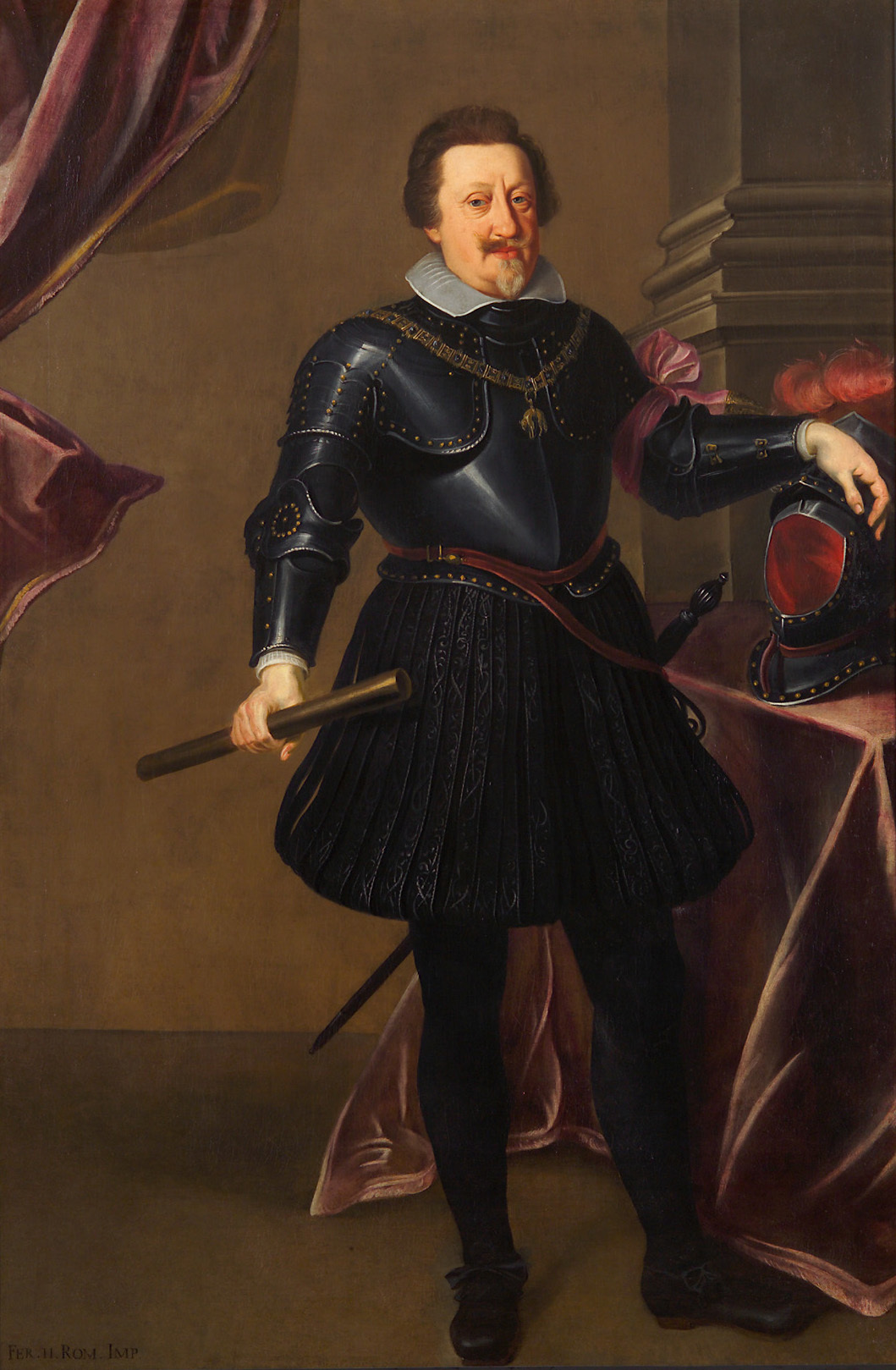
Kaiser Ferdinand II.

Im Jahre 1635 wurde er zum Landeshauptmann von Krain und bald darauf zum innerösterreichischen Geheimen Rat (etwa: Regierungsmitglied) und zum kaiserlichen Kämmerer ernannt. In den elitären Kreis der Ritter des Ordens von Goldenen Vlies wurde Fürst Johann Anton im Jahre 1644 durch Philipp IV. König von Spanien (1621–1665), dem Chef des Hauses Österreich gleichzeitig u. a. mit Wilhelm Reichsgraf Slavata von Chlum und Koschumberg (* 1572; † 1652), Oberstkanzler von Böhmen – der 1618 beim Zweiten Prager Fenstersturz von protestantischen Ständen aus einem Fenster der Prager Burg gestürzt worden war – und Wenzel Eusebius (* 1609; † 1677) 2. Fürst von Lobkowitz (1628–1677), ab 1646 Herzog von Sagan, aufgenommen.
Einen wichtigen Einschnitt in seinem Leben stellte der Tod des Kaisers Ferdinand II. dar, der am 15. Februar 1637 in Wien verstarb, da seine Familie mit diesem seit Jahrzehnten durch eine enge persönliche Freundschaft und Zusammenarbeit verbunden war. Kaiser Ferdinand II. hatte in seinem Testament verfügt, dass er nicht in der kaiserlichen Residenzstadt Wien, sondern in der Stadt seiner Jugend, in Graz, begraben werden sollte. Seine sterblichen Überreste wurden daher von der Hofburg zu Wien über den Semmering nach Graz überführt. Am Stadtrand von Graz erwartete Fürst Johann Anton von Eggenberg mit großem Gefolge auf den Kondukt und gab dem Wohltäter seiner Familie mit 30 Kutschen das Ehrengeleit. und organisierte die feierliche Beisetzung des Kaisers in dem von Kaiser Ferdinand II. 1614 selbst in Auftrag gegebenen Mausoleum in Graz, das zu den bedeutendsten manieristischen Bauwerken Österreichs zählt.
Das enge Vertrauensverhältnis zwischen dem Landesherren und dem Haus Eggenberg blieb auch unter dem Sohn von Kaiser Ferdinand II. – Ferdinand III. (* 1608 in Graz; † 1657 in Wien) – der 1637 als Kaiser des Heiligen Römischen Reiches nachfolgte, bestehen, da Johann Anton den fast gleichaltrigen Erzherzog seit seiner Jugend in Graz bestens kannte. Er hatte jedoch nicht den politischen Ehrgeiz seines Vaters geerbt, verzichtete daher darauf, durch Übernahme hoher politischer Funktionen auf die Politik in den österreichischen Erblanden oder in der Reichspolitik einen entscheidenden Einfluss auszuüben.
Sein Interesse galt eher der Konsolidierung seines Status als Reichsfürst, was keine leichte Aufgabe war, da die alten Fürstenfamilien regelmäßig die vom Kaiser zu Reichsfürsten ernannten verdienten Staatsmänner aus dem Landesadel als nicht gleichberechtigte Parvenüs ansahen und daher darauf bestanden, dass die formellen Voraussetzungen für eine Zulassung zum Reichsfürstenrat mit Sitz und Stimme streng eingehalten wurden, bevor sie – oft unter Verzögerungen – der Zulassung schließlich ihre Zustimmung gaben.

### Fürstliche Repräsentation
Ein Mittel, Macht, Reichtum und Bedeutung der Familie zu unterstreichen, war die Übernahme wichtiger protokollarischer Funktionen. Für Fürst Johann Anton ergab sich sehr bald Gelegenheit, seine Qualitäten durch „fürstliche“ Repräsentation zu demonstrieren: Nach der Wahl zum römischen König hatte Ferdinand III. (HRR). zur Legitimierung des mit dem Titel des römischen Königs verbundenen Kaiserstitels dem Papst durch einen hochrangigen Sonderbotschafter anzuzeigen, dass er ihm gegenüber seine kaiserlichen Pflichten erfüllen wird, was Voraussetzung für seine Anerkennung durch den Heiligen Stuhl war. Die Wahl Ferdinands, Papst Urban VIII. seine Thronbesteigung anzuzeigen, fiel auf seinen Jugendfreund Eggenberg. Dank seines großen Reichtums gab dies Eggenberg die Möglichkeit, den Auftrag mit verschwenderischer Prachtentfaltung durchzuführen und sich dadurch einen fast legendären Nachruhm zu erwerben. In einem vielleicht übertriebenen Bewusstsein der Bedeutung seines Auftrages und seiner Person erhob Fürst Eggenberg jedoch so hohe protokollarische Anforderungen, dass die Durchführung der Mission in Rom mehrfach verschoben werden musste. Ein Umstand, der was angesichts der allgemeinen Zurückhaltung des Papstes gegenüber der kaiserlichen Politik nicht sehr hilfreich war. Seine Bemühungen, den Papst zu einer Einflussnahme auf die Politik Frankreichs zu bewegen, um dieses zu einer Politik der Neutralität zu bewegen, blieben jedenfalls ohne greifbaren Erfolg.
Eggenberg hatte durch diese Reise Gelegenheit, die Architektur der Stadt Rom zu bewundern, die unter Papst Urban VIII. – u. a. durch das Werk des Bildhauers und Architekten Gian Lorenzo Bernini (* 1598; † 1680) einen weiteren Aufschwung nahm. Dies u. a. durch die Beendigung der Arbeiten und die 1621 erfolgte Weihe des Petersdoms, durch die Schaffung des Bronzebaldachins über dem Hauptaltar, die Einrichtung der Barberinibibliothek, durch den Palazzo Barberini am Nordabhang des Quirinalshügels, durch den Palazzo di Propaganda Fide, das Grabmal des Papstes im Petersdom, durch den Tritonenbrunnen auf der Piazza Barberini, durch zahlreiche Kirchenbauten und durch die militärische Befestigung u. a. der Engelsburg bereichert wurden, wofür jedoch vielfach römische Ruinen das Baumaterial liefern mussten.

### Schloss Eggenberg

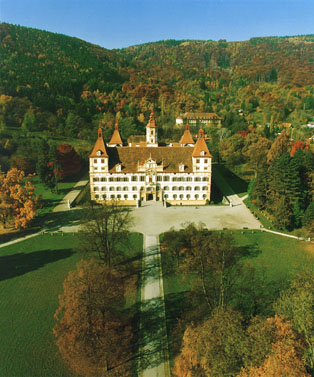
Schloss Eggenberg, Luftaufnahme von Osten

Die Architektur Roms dürfte nicht ohne Einfluss auf Eggenberg gewesen sein, da es Teil des fürstlichen Selbstverständnisses war es, über eine der Stellung des Hauses entsprechende Residenz zu verfügen. Grundlage war ein Edelsitz, den Balthasar Eggenberger (Münzmeister von Kaiser Friedrich III., der von dessen Gegner – Matthias Corvinus König von Ungarn – geadelt wurde) nach 1460 auf den Algersdorfer Feldern westlich von Graz erbaut hatte. Bereits der Vater von Johann Anton, Fürst Anton Ulrich, hatte 1625 den italienischen Hofbaumeister Giovanni Pietro de Pomis beauftragt, den spätmittelalterlichen Edelsitz, der seit 1470 als „Castro Eckenberg“ urkundlich ist, in eine fürstliche Residenz umzubauen, wobei die älteren Bauteile in den Neubau integriert wurden. Zu De Pomis hatte er eine enge Beziehung, da er mit ihm vielfach gemeinsam Erzherzog Ferdinand II. auf seinen Reisen nach Italien und Spanien begleitet hatte und beide durch diese Erfahrungen geprägt wurden. Daher wurden verschiedentlich Ähnlichkeiten zum Palazzo Thiene in Vicenza des Andrea Palladio und sogar – trotz ganz verschiedener Größenordnung – zum Escorial bei Madrid gesehen. De Pomis leitete die Bauarbeiten bis zu seinem Tod im Jahre 1631. Der Festungsbaumeister Laurenz van de Sype führte dann die Arbeiten für zwei Jahre weiter.
Fürst Johann Anton, der schon zu Lebzeiten seines Vaters am Ausbau dieser Residenz interessiert war, trieb nach dessen Ableben den Bau energisch mit dem Ziel voran, zum Bauherren der bedeutendsten Residenz aller österreichischen Adelsfamilien zu werden. Die Arbeiten wurden von zwei ehemaligen Mitarbeitern von de Pomis, Pietro Valnegro und Antonio Pozzo, fortgeführt, wobei der Rohbau 1635/36 fertiggestellt werden konnte. Damit entstand die bedeutendste barocke Schlossanlage der Steiermark. In den Jahren 1641 bis 1646 folgten die Ausgestaltungsarbeiten der Steinmetze und Tischler. Danach war das Schloss bereits benutzbar und wurde temporär auch von der Familie bewohnt. Die Ausgestaltungsarbeiten an der „Beletage“ – den Fürstenzimmern – kam jedoch mit dem überraschenden Tod des Fürsten Johann Anton vorübergehend zum Stillstand. Erst sein Sohn, Fürst Johann Seyfried von Eggenberg, ließ ab 1666 das Schloss mit barocker Prachtentfaltung fertigstellen.

### Schloss Krumau

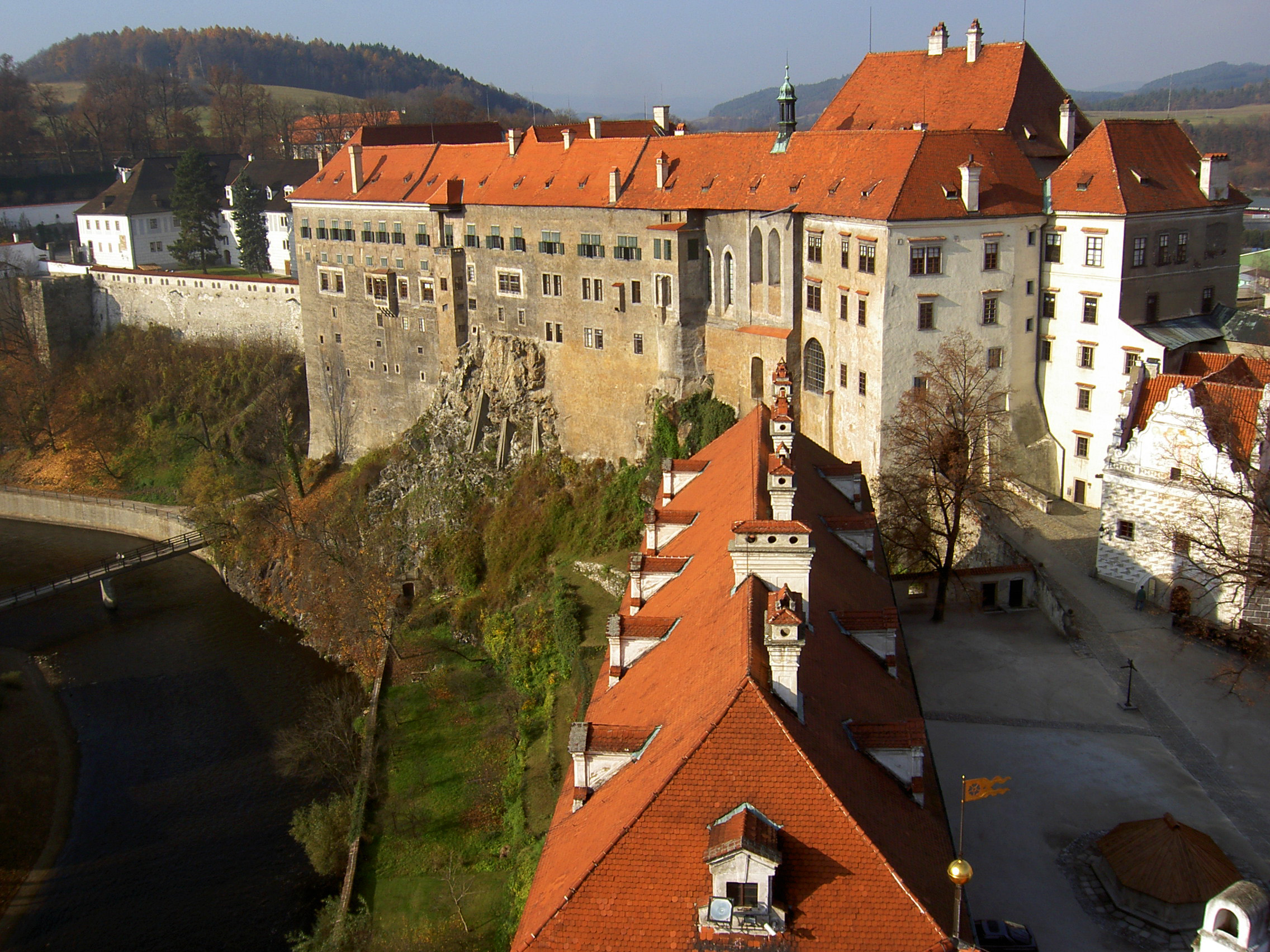
Schloss Český Krumlov (Böhmisch Krumau)

Während der Durchführung der Bauarbeiten residierte Fürst Johann Anton im Stadtpalais der Familie Eggenberg in der Sackgasse 16 in Graz. Mit Vorliebe besuchte er die umfangreichen Güter seines Herzogtums Krumau in Südböhmen und residierte dort im prächtigen Schloss Krumau, das seit 1622 im Familienbesitz war. Dieses gilt – nach der Prager Burg – als der zweitgrößte historische Bau in Böhmen und geht auf das mit Peter Wok von Rosenberg 1611 erloschene Herrengeschlecht der Rosenberger aus dem böhmischen Uradelsgeschlecht der Witigonen zurück. Eine unerwartet frühe Beziehung des böhmischen Krumau zur Steiermark, der Heimat der Eggenberger, besteht insofern, da sich die älteste schriftliche Erwähnung des Schlosses Krumau („Chrumbenowe“ = krumme Au) in dem um 1240/42 entstandenen Gedicht „Frauendienst“ des österreichischen Minnesängers Ulrich von Liechtenstein befindet, der aus der Steiermark stammt. Zu den Kuriositäten der bedeutenden Sammlung des Schlosses gehört die goldene Kutsche aus dem Jahre 1638, welche Fürst Johann Anton I. von Eggenberg als kaiserlicher Sonderbotschafter anlässlich seiner Audienz bei Papst Urban VIII. verwendete.
Dieses böhmische Schloss Krumau ist vom Schloss Krumau am Kamp im Bezirk Krems-Land in Niederösterreich zu unterscheiden, das von Herzog Heinrich II. „Jasomirgott“ von Österreich Mitte des 12. Jahrhunderts als landesfürstliche Burg und als eine der frühesten niederösterreichischen Wehranlagen erbaut wurde. Mit der Geschichte Böhmens ist dieses Krumau durch Ottokar II. Přemysl König von Böhmen (1253–1276) verbunden, der das Schloss ab 1251 als Herzog von Österreich besaß und als Residenz seiner 1261 geschiedenen Frau, Margarete Herzogin von Österreich (* 1205; † 1267), diente.

### Fürstliche Ehe

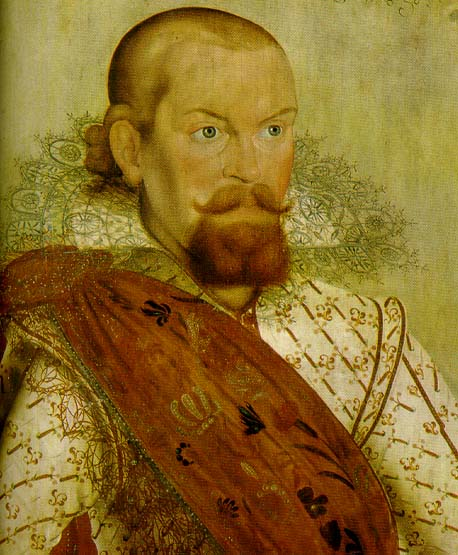
Christian von Brandenburg-Bayreuth, Schwiegervater von Fürst Johann Anton I. von Eggenberg

Neben dem Erwerb des Titels und einer fürstlichen Residenz galt es aber noch einem anderen fürstlichen Standard zu genügen, nämlich über fürstliche Ahnen und Verwandte zu verfügen. Da es hier im Hause Eggenberg offensichtlichen Nachholbedarf gab und in den habsburgischen Erbländern passende Familien dünn gesät waren, begab sich Johann Anton 1639 nach Deutschland auf die Suche nach einer geeigneten Braut, die diesen Mangel – zumindest für die künftigen Generationen – zweifelsfrei beheben konnte. Es ergab sich, dass Markgraf Christian von Brandenburg in Bayreuth und Kulmbach (* 30. Januar 1581; † 30. Mai 1655) auf der Suche nach einem geeigneten Schwiegersohn für seine älteste Tochter, die Markgräfin Anna Maria von Brandenburg-Bayreuth (* 30. Dezember 1609; † 8. Mai 1680) war, die schon fast 30 Jahre alt war, keine große Mitgift erwarten konnte aber immerhin die Enkelin von Johann Georg Kurfürst von Brandenburg war. Johann Anton hatte zwar als Bräutigam einer Markgräfin von Brandenburg offensichtliche Mängel – er war nicht nur katholisch, sondern kam auch aus einer ursprünglich nicht adligen, sondern bürgerlichen Familie. Er wies jedoch auch Vorteile auf: Er war gut aussehend, sehr vermögend, hatte einen Herzogstitel und genoss hohes Ansehen am Wiener Kaiserhof. Dies wog die Nachteile wohl auf. Nach vertraglicher Sicherung der ungehinderten Ausübung der protestantischen Religion für die Braut und Einigung über die finanziellen Regelungen fand die feierliche Hochzeit – nach katholischem Ritus – am 19. Oktober 1639 in Regensburg statt. Johann Anton kam dadurch in direkte Schwägerschaft mit dem Kurprinzen Johann Georg II. von Sachsen, der 1638 Anna Marias jüngere Schwester, die Markgräfin Magdalena Sibylle von Brandenburg-Bayreuth (* 1612; † 1687) geheiratet hatte und 1656 bis 1680 als Kurfürst von Sachsen regierte sowie in entferntere Schwägerschaft mit den ersten Häusern des Heiligen Römischen Reiches – und nicht zuletzt auch mit dem Kaiserhaus der Habsburger – und verschaffte zugleich seinen Kindern eine „fürstliche“ Ahnengalerie.

### Reichsstandschaft
Ein wichtiges Ziel für Fürst Johann Anton I. von Eggenberg war die Erlangung der vollgültigen Reichsstandschaft, die schon sein Vater Fürst Hans Ulrich vergebens angestrebt hatte. Unabdingbare Voraussetzung hierfür war der Besitz eines reichsunmittelbaren Territoriums, ohne den den neuen Reichsfürsten von den „alten“ Fürsten regelmäßig die Zulassung zu Sitz und Stimme im Reichsfürstenrat verweigert wurde.
Die Suche nach einem reichsunmittelbaren Territorium verlief längere Zeit vergeblich. Seine Hoffnung, die angestrebte Zulassung auf die Fürstenbank des Reichstages zu Regensburg zu erreichen, erwies sich daher als vergeblich. Einen neuerlichen Versuch unternahm Johann Anton im Jahre 1636, indem er dem Reichsfürstenrat zusagte, sich „mit negster Gelegenheit“ „im Reich wirklich begütert zu machen“ und anbot, sogleich mit den Matrikelzahlungen zu beginnen. Auch dieser Versuch erwies sich jedoch als vergeblich.
Fünf Jahre später, 1641 ersuchte Johann Anton Kaiser Ferdinand III. für seine Zulassung beim Reichsfürstenkollegium zu intervenieren. Aber selbst dessen dringendes Ersuchen, Eggenberg Sitz und Stimme im Reichsfürstenrat einzuräumen, blieb vergeblich. Man verweigerte dem Schützling des Kaisers, der zugleich Schwager des Kurfürsten von Sachsen, und dem entfernteren Schwager des Kurfürsten von Brandenburg die Zulassung, da er nicht über die Voraussetzung – den Besitz eines reichsunmittelbaren Territoriums – verfügte. Erst 1647 ergab sich – wie bei der Eheschließung – dank gegenseitiger Interessen eine Lösung:
Während Johann Anton dringend nach einem reichsunmittelbaren Territorium suchte, suchte Kaiser Ferdinand III. dringend nach Mitteln, um die durch den andauernden Krieg drängende Finanznot zu mildern. Gedrängt durch die Niederlage in der Schlacht bei Jankau am 6. März 1645 und das Vordringen der schwedischen Truppen unter General Lennart Torstensson bis an die Donau zwischen Krems und Wien, die die Fortsetzung des Krieges in Frage stellten, wurde versucht vom Kurfürsten von Bayern finanzielle und militärische Hilfe durch Verpfändung von Teilen Böhmens und der Grafschaft Görz zu erlangen. Da dies vergeblich war, trat der Hof mit Johann Anton in Verbindung, der jedoch nur an einem Kauf interessiert war, da eine Verpfändung ihm nicht den Zugang zum Reichsfürstenrat ermöglicht hätte.
Schließlich entschloss sich Kaiser Ferdinand in höchster Not dazu, von der Grafschaft Görz die Hauptmannschaft Gradisca mit Aquileja abzutrennen und dieses Territorium, bestehend aus zwei Städten (Gradisca und Aquileja), 17 (bzw. 20) Dörfern und sieben Enklaven im venezianischen Friaul, am 25. Februar 1647 unter gleichzeitiger Erhebung in die „gefürstete Grafschaft Gradisca“ an Fürst Johann Anton zu einem stattlichen Preis zu verkaufen: für 200.000 Gulden in bar, 115.000 Gulden an Schuldverschreibungen, für die Abtretung der böhmischen Herrschaft Stekna und gegen Verzicht auf die Refundierung der Kosten seiner 1638 erfolgten Mission an den Heiligen Stuhl. Die Stände von Görz protestierten vergeblich gegen die Teilung des Landes und so konnte der Bischof von Trient, Anton von Marenzi, am 15. Juni im Namen des neuen Landesherren die Huldigung der Stände entgegennehmen. Seinen großen Erfolg hielt Fürst Johann Anton in einer im Turmkopf des herzoglichen Schlosses zu Krumau 1690 hinterlegten Denkschrift fest:

„Ihre fürstl. Gnaden Johann Antonius“ habe „zu den ererbten ansehnlichen Hörtzogthumb und Herrschaften auch das Land und Fürstenthumb Gradisca, worinnen sich viel vornehme alte und neue Geschlechter von Marchesen, Grafen, :Freyherrn und Ritterschaft befinden und seine fürstl. Gnaden als ihren rechten Landesfürsten erkennen und in Unterthänigkeit verehren unter dem Titel einer gefürsteten Reichsgrafschaft mit der Herrschaft Aquileja und allen hohen landtsfürstlichen Obergerechtigkeiten, Hoheiten und Praeminenzen, wie selbiges das hochlöbl. Erzhauß Öszterreich genossen oder genießen können, käuflichen an sich gebracht.“

Damit konnte Johann Anton seinen Titel wie folgt erweitern: 2. Reichsfürst von Eggenberg, 2. Herzog von Krumau, seit 1647 gefürsteter Graf von Gradisca (heute in der Region Friaul-Julisch Venetien in Italien), Graf zu Adelsberg (heute Slowenien), Herr von Aquileja (in der Region Friaul-Julisch Venetien in Italien) Herr auf Pettau, Ehrenhausen, Strass, Senftenberg, Oberwallsee, Prachatitz etc.
Die neue Grafschaft Gradisca war eingeengt und durchtrennt von Gebieten der Republik Venedig und stellte daher keine geographische Einheit dar. Aus den zwei Jahren der Regierungszeit des Fürsten Johann Anton sind nur wenige Nachrichten überliefert. So soll er den Verkauf von ungenutztem Weideland, die Ansiedlung von Einwanderern gefördert und den Turm des Domes von Gradisca wieder aufgebaut haben, woran eine Inschrift erinnert.
Trotz der damit erfolgten Erwerbung des erforderlichen reichsunmittelbaren Territoriums blieb Fürst Johann Anton das erstrebte Ziel, die Zulassung in das Reichsfürstenkollegium mit Sitz und Stimme, versagt, die erst sein Sohn Fürst Johann Christian 1654 erlangte; nach langem Widerstand der altfürstlichen Häuser gelang die tatsächliche Introduktion in den Reichsfürstenrat.

### Münzprägungen und Abbild

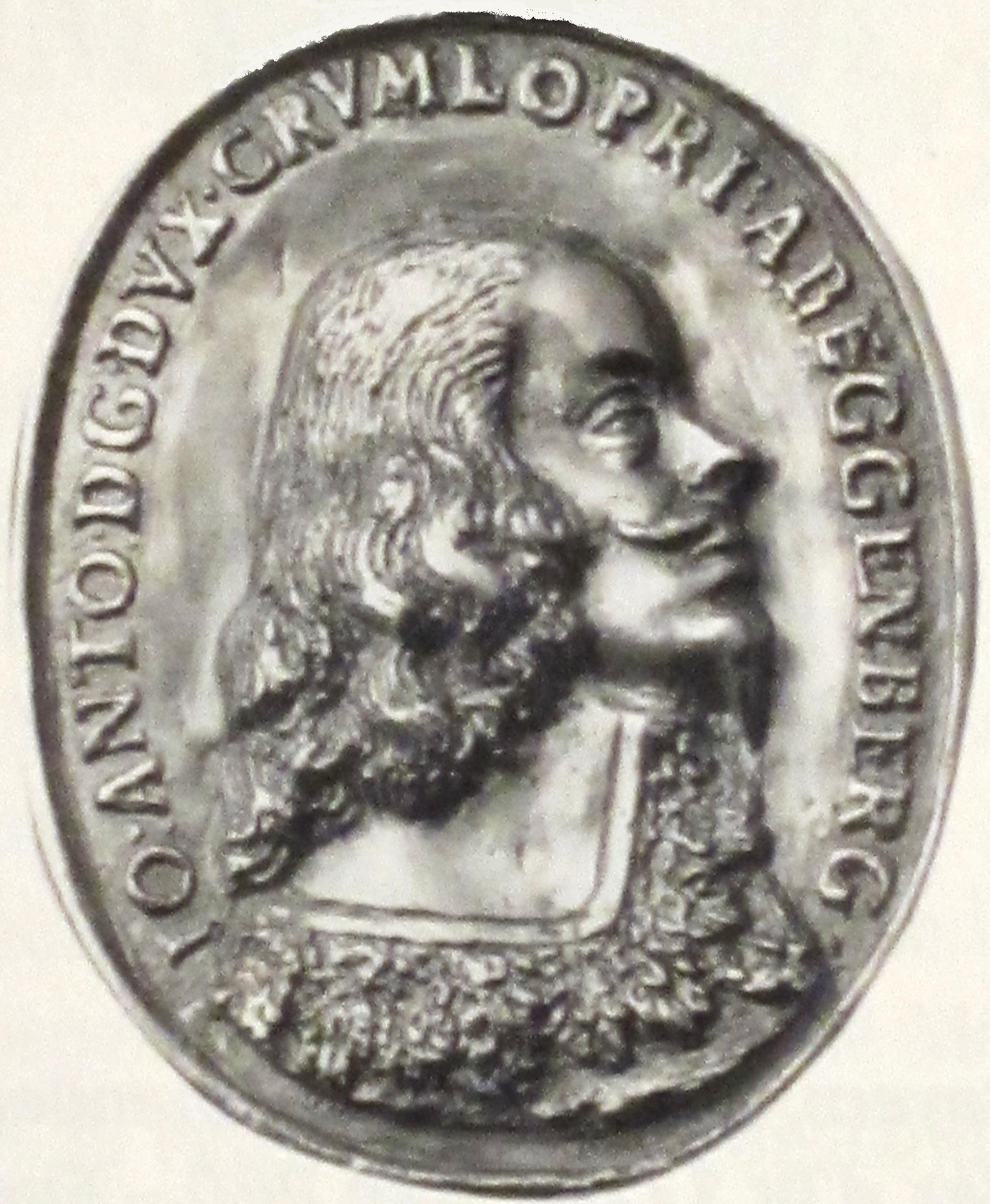
Johann Anton I. von Eggenberg (Hochzeitsmedaille 1639)

Den Fürsten von Eggenberg wurde, wohl im Zusammenhang mit der 1625 erfolgten Verleihung des Großen Palatinates, auch das Münzregal und damit das Recht verliehen, Münzen in Gold und Silber auf eigene Rechnung zu prägen. Ein Privileg, das bereits der Vater von Johann Anton, der Fürst Hans Ulrich, genützt hatte, der ab 1525 Taler und mehrfache Taler in Silber und ab 1629 auch Dukaten in Gold prägen ließ. Fürst Johann Anton ließ dazu in Krumau ein eigenes Münzhaus errichten. Darüber hinaus bestand auch in der Steiermark, in Waldstein, eine Münzstätte des Fürsten. Es handelt sich dabei jedoch nicht bloß um die mehr oder weniger symbolische Erzeugung einzelner Gedenkmünzen, sondern um eine durchaus beachtliche Produktion, die etwa im Jahre 1642 7339 Taler und 1643 5035 Taler betrug. Diese Münzen trugen zum Teil das Porträt des Fürsten Johann Anton.

## Ableben und Nachfolge
Die Sicherung des ungeteilten Fortbestandes des durch Fürst Johann Anton wesentlich erweiterten Familienbesitzes war diesem ein wesentliches Anliegen, um den Rang des Hauses ungeschmälert wahren zu können. Er ersuchte daher bald nach dem Erwerb der gefürsteten Grafschaft Gradisca den Kaiser um die Genehmigung, seinen Besitz in ein Majorat zu verwandeln, das dem jeweils Erstgeborenen zustehen sollte. Die Zustimmung des Kaisers erfolgte mit Dekret vom 10. April 1647. Fürst Johann Anton starb jedoch überraschend schon am 19. Februar 1649 in Laibach mit nur 39 Jahren und wurde am 13. April in Graz in der Mariahilferkirche begraben.
Nach seinem Ableben stellte sich heraus, dass die erforderlichen Schritte zur Zusammenlegung des gesamten Besitzes in ein Majorat unterblieben waren und dass sogar ein gültiges Testament fehlte, das als Grundlage eines Fideikommisses hätte dienen können, da nur ein diesbezüglicher Entwurf vorlag. Angesichts des jugendlichen Alters der Kinder, die zwischen neun und fünf Jahre alt waren, bedurfte es zunächst keiner weiteren Verfügungen, da sie unter der Vormundschaft der Mutter standen, die von ihrem Vater Christian Markgraf von Brandenburg zu Bayreuth und vom Cousin ihres Ehemannes, Wolfgang „dem Älteren“ Herrn zu Stubenberg (* 1600; † 1668) Herrn auf Kapfenberg, Stubegg etc., Erblandmundschenk in Steiermark, unterstützt wurde. Zu dieser Zeit, am 30. Juni 1653, kam es endlich zur formellen Einführung des Hauses Eggenberg in den Reichsfürstenrat.
Nach der Großjährigkeit der beiden Söhne kam es jedoch 1664 zum Streit, da der jüngere Sohn, Johann Seyfried, mit ausdrücklicher Unterstützung seiner Mutter,  entgegen dem erklärten Wunsch seines Vaters, auf einer gleichmäßigen Teilung des Nachlasses bestand. Trotz gegenteiliger Bemühungen kam es 1665 zur Teilung der Ländereien, wobei Johann Christian die böhmischen und Johann Seyfried die Güter in der Steiermark und in Krain bekam. Über den Besitz der gefürsteten Grafschaft Gradisca kam es jedoch erst 1672 zu einem Vergleich.

## Ehe und Nachkommen
Johann Anton I. Fürst von Eggenberg heiratete am 19. Oktober 1639 in Regensburg Anna Maria Markgräfin von Brandenburg-Bayreuth (* 20. Dezember 1609; † 8. Mai 1680), eine Tochter von Christian Markgraf von Brandenburg zu Kulmbach und Bayreuth (* 1581; † 1655) und der Marie Prinzessin von Preußen (* 1579; † 1649), die für die Hochzeit zur katholischen Kirche konvertierte. Sie übte während der Minderjährigkeit ihrer Söhne die Regentschaft als Fürstin von Eggenberg und Herzogin von Krumau, lebte bis 1671 vorwiegend in der Steiermark auf den Schlössern der Familie, übersiedelte jedoch dann nach Ödenburg, wo sie am 8. Mai 1680 verstarb. Dass die Beziehung zwischen den beiden Ehegatten nicht ganz reibungslos war, zeigt auch die Tatsache, dass sie sich nicht in der Eggenbergischen Gruft in Graz, sondern in der Fürstengruft zu Bayreuth begraben ließ.
Die Nachkommenschaft des Fürsten Johann Anton verbreitete sich in zahlreichen Familien des österreichischen und deutschen Hochadels:
- Maria Elisabeth Prinzessin von Eggenberg, (* 25. September 1640 in Graz; † 18./19. Mai 1715 in Wien, begraben in Nikolsburg (heute Mikulov in Mähren)), ⚭ 7. Februar 1656 in Graz Ferdinand Joseph 3. Reichsfürst von Dietrichstein zu Nikolsburg Graf zu Trasp (* 25. September 1636; † 28. November 1698)
  - Leopold Ignaz Joseph 4. Reichsfürst von Dietrichstein zu Nikolsburg (* 16. August 1660; † 13. Juli 1708), ⚭ 13. Juli 1687 Maria Godofreda Gräfin zu Salm in Gleen und Amstenrald (* 1667; † 1732), eine Tochter von Karl Theodor Fürst zu Salm (* 1645; † 1710 in Aachen) und der Louise Pfalzgräfin von Simmern (* 1647; † 1679). (Keine dauernde Nachkommenschaft)
  - Erdmuthe Theresia Gräfin von Dietrichstein (* 1662; † 1737), ⚭ 1681 Johann Adam I. „der Reiche“ (* 1662; † 1712), 3. Reichsfürst von und zu Liechtenstein Herzog von Troppau und Jägerndorf (1684–1712), Erbauer des Stadtpalais Liechtenstein und des Gartenpalais Liechtenstein in Wien. Sie hatte keinen erwachsenen Sohn, aber mehrere Töchter, die die Nachkommenschaft der Fürsten von Eggenberg weiter verbreitete. So u. a.:
    - Maria Elisabeth Prinzessin v. u. z. Liechtenstein (* 1683; † 1711), ⚭ 1703 Maximilian II. Reichsfürst v. u. z. Liechtenstein (* 1641; † 1709), & 2.) 1713 Leopold Herzog von Holstein-Sonderburg-Wiesenburg (* 1674; † 1744) (Nachkommen aus 2. Ehe)
    - Gabriele Prinzessin v. u. z. Liechtenstein (* 1692; † 1713), ⚭ 1712 Josef I. Reichsfürst v. u. z. Liechtenstein etc. (* 1690; † 1732) (keine dauernde Nachkommenschaft)
    - Maria Theresia Prinzessin v. u. z. Liechtenstein (* 1694; † 1772), die Stifterin des Savoyschen Damenstiftes in Wien, ⚭ 1713 in Wien Thomas Emanuel Prinz von Savoyen-Carignan, Herzog von Soissons (* 1687; † 1729 in Wien); ein Neffe des berühmten kaiserlichen Feldherren Prinz Eugen von Savoyen (* 1663 in Paris; † 1736 in Wien). (Keine Kinder)
    - Maria Dominika Prinzessin v. u. z. Liechtenstein (* 1698; † 1724), ⚭ 1719 Heinrich 4. Reichsfürst von Auersperg Herzog von Münsterberg und Frankenstein etc. (* 1697; † 1783) (Stammvater des blühenden Hauses der Fürsten von Auersperg)

  - Karl Joseph Graf von Dietrichstein, (* 1663; † 1693), ⚭ 1690 Elisabeth Helena Gräfin von Herberstein (* c. 1670; † 1710) (keine Kinder)
  - Walter Franz Xaver 5. Reichsfürst von Dietrichstein zu Nikolsburg (* 1664; † 1738) ⚭ 2.) 1693 Karolina Maximiliana Gräfin von Proskau (* 1674 in Brünn; † 1734)
    - Maria Josepha Gräfin von Dietrichstein (* 1694; † 1758), ⚭ Stefan Wilhelm (seit 1717) 1. Fürst Kinsky von Wchinitz und Tettau (* 1679; † 1749) (Nachkommen)
    - Maria Aloisia Gräfin von Dietrichstein (* 1700; † 1783), ⚭ 1729 Michael Wenzel Graf Althann etc. (* 1668; † 1738)
    - Karl Maximilian 6. Reichsfürst von Dietrichstein zu Nikolsburg etc. (* 1702; † 1784) ⚭ 1725 Maria Anna Gräfin Khevenhüller zu Aichelberg (* 1705; † 1764), Schwester von Johann Joseph von Khevenhüller-Metsch (* 1706; † 1776) seit 1764 1. Reichsfürst von Khevenhüller-Metsch. (Fürst Karl Maximilian ist der Stammvater der folgenden Fürsten von Dietrichstein zu Nikolsburg und – in weiblicher Linie – der österreichischen Fürsten von Dietrichstein zu Nikolsburg aus dem Haus der Grafen von Mensdorff-Pouilly)

  - Jakob Anton Graf von Dietrichstein zu Nikolsburg (* 1678; † 1721) ⚭ 2.) 1715 Maria Franziska Gräfin von Starhemberg (* 1688; † 1757 in Wien) (Nachkommen in weiblicher Linie)
- Johann Christian I. von Eggenberg (* 7. September 1641; † 14. Dezember 1710 in Prag, begraben in Graz), 3. Reichsfürst von Eggenberg Herzog von Krumau etc. (1649–1710), ⚭ 21. Februar 1666 Prinzessin Maria Ernestina zu Schwarzenberg (* 1649 in Brüssel; † 4. April 1719 in Wien), eine Tochter von Johann Adolf I. 1. Reichsfürst zu Schwarzenberg (* 1615; † 1683) und der Maria Justina Gräfin von Starhemberg.
- Johann Seyfried von Eggenberg (* 12./13. August 1644; † 5. Oktober 1713), 4. Reichsfürst von Eggenberg Herzog von Krumau etc. (1710–1713), ⚭ 1.) 4./11. Juli 1666 Prinzessin Maria Eleonora von und zu Liechtenstein (* 1647; † 4. August 1704), eine Tochter des Fürsten Karl Eusebius (* 1611; † 1684 und der Johanna Beatrix Gräfin von Dietrichstein-Nikolsburg. ⚭ 2.) 12. Juli 1704 Gräfin Maria Josepha von Orsini-Rosenberg (* 1690; † 17. März 1715)
  - Johann Anton II. von Eggenberg (* aus 1. Ehe 6./7. Jänner 1669; † 9. Jänner 1716) 5. Reichsfürst von Eggenberg Herzog von Krumau etc. (1713–1716), ⚭ 1.) 9. März 1692 Maria Karolina Gräfin von Sternberg (* c. 1670; † 9. April 1754, T. v. Ulrich Adolf Graf von Sternberg u. d. Anna Lucia Gräfin Slavata von Chlum und Koschumberg.
    - Johann Christian von Eggenberg (* 1704; † 23. Februar 1717), 6. Reichsfürst von Eggenberg Herzog von Krumau etc. (1716–1717). Einziger Sohn seines Vaters, mit ihm erlosch das Haus der Fürsten von Eggenberg in männlicher Linie.

  - Maria Josepha Prinzessin von Eggenberg (* 24. Januar 1709 aus der 2. Ehe des Fürsten Johann Seyfried; † 7. Mai 1755 in Graz), Sternkreuzordensdame, ⚭ 24. Januar 1724 in Graz Johann Wilhelm Reichserbschatzmeister und Graf von Sinzendorf und Thannhausen Burggraf zu Rheineck (am Rhein) Freiherr auf Ernstbrunn u. Friedau, Obersterblandvorschneider, Kampfrichter und Schildträger in Österreich ob und unter der Enns, k. k. Wirklicher Geheimer Rat und Kämmerer, Ritter des Ordens vom Goldenen Vlies (* 10. November 1697; † 6. Januar 1766) (Nachkommen in weiblicher Linie)